# بن فروی
بن فروی (هلندی: Ben Verweij; ۳۱ اوت ۱۸۹۵ – ۱۴ ژوئیهٔ ۱۹۵۱) بازیکن فوتبال اهل هلند بود.